# Náubolo (Ecalia)
En la mitología griega Náubolo (Ναύβολος), descrito como un anciano, fue el padre de Antíoque, la esposa del rey de Ecalia, Éurito. Otros refieren a la muchacha como Antíope, hija de Pilón. Náubolo sería entonces el abuelo de Yole; «por causa de ésta arrasó Ecalia de bellas murallas el hijo de Anfitrión (Heracles)». Dos de los argonautas, «Clitio e Ífito, guardianes de Ecalia, eran hijos del cruel Éurito», por lo que también serían nietos de Náubolo. Higino, autor tardío, varía la genealogía de Ífito y lo hace directamente hijo de Náubolo, aunque dice que su patria fue Fócide. El mismo autor también aclara que Ífito también pudiera ser hijo de Hípaso y natural del Peloponeso.